# Скворин
Скворин — хутор в Суровикинском районе Волгоградской области России. Входит в состав Качалинского сельского поселения.

## География
На хуторе имеются три переулка — Мира, П. И. Рогозина и Школьный.
Сквозь хутор протекает река Лиска, в которую вливается на южной окраине небольшой приток.

## История
При создании в 1935 году Кагановичского района в него входил Плесистовский сельский совет. На 1 января 1936 года в его состав входили хутора Еруслановский, Скворинский и совхоз «Красный скотовод» — ферма № 3. По решению исполнительного комитета Сталинградского областного совета депутатов трудящихся от 9 июля 1953 года № 24/1600 по Кагановичскому району, были объединены следующие сельские Советы: Плесистовский, Сухановский, Евсеевский и Скворинский — в один Майоровский сельский совет. Следующим решением исполнительного комитета Сталинградского областного Совета депутатов трудящихся от 25 июня 1958 года № 13/323 хутора Скворин и Еруслановский из Майоровского сельского Совета были перечислены в состав Качалинского сельского Совета Суровикинского района.

## Население
| 2010 |
| ---- |
| 97   |

Население хутора в 2002 году составляло 110 человек.